# Католицизм в Колумбии
Католицизм в Колумбии или Римско-Католическая Церковь в Колумбии является частью всемирной Католической церкви. Численность католиков в Колумбии составляет около 38 миллионов 639 тысяч человек (90,3 % от общей численности населения).

## История
В начале XVI века на территорию сегодняшней Колумбии прибыли первые миссионеры-монахи из монашеских орденов доминиканцев и  францисканцев, которые стали заниматься миссионерской деятельностью среди местного населения и испанских колонистов. Самыми известными миссионерами в Колумбии были святые Пётр Клавер и Людовик Бертран. Деятельность католических миссионеров способствовала быстрой христианизации местного населения. Уже в середине XVI века большинство населения приняло католицизм. В это же время в Колумбии были учреждены первые епархии.
В 1810 году в Колумбии произошло восстание против Испании и большинство епископов покинуло страну и кафедры большинства епархий стали вакантными. В 1823 году на кафедры епархий Святой Престол назначил апостольских викариев.
В 1849 году в Колумбии проводилась антиклерикальная политика, во время которой из страны были изгнаны иезуиты и ограничена деятельность Католической церкви. В 1886 году после заключения конкордата со Святым Престолом Католическая церковь получила свободу деятельности. В это же время были учреждены новые архиепархии и несколько епархий.
В 1953 году колумбиец Крисанто Луке Санчес стал первым колумбийским кардиналом.
В середине XX века в Католической церкви в Колумбии были сильны идеи теологии освобождения, которые были осуждены в 1978 году конференцией католических епископов Колумбии.
В июне 1986 году Колумбию посетил с пастырским визитом Римский папа Иоанн Павел II.
12 мая 2012 года Римский папа Франциск канонизировал монахиню Лауру Святой Екатерины Сиенской, которая стала первой святой из Колумбии.

## Структура
В настоящее время в Колумбии действуют 12 митрополий, 52 епархий, 11 апостольских викариатов, военный ординариат.
Централизованным органом управления Католической церковью в Колумбии является Конференция католических епископов Колумбии.
- Митрополия Барранкильи: епархии Вальедупара, Риоачи, Санта-Марты, Эль-Банко;
- Митрополия Боготы: епархии Сипакиры, Соачи, Факатативы, Фонтибона, Хирардота, Энгативы;
- Митрополия Букараманги: епархии Барранкабермехи, Велеса, Малаги-Соаты, Сокорро-и-Сан-Хиля;
- Митрополия Вильявисенсио: епархии Гранады, Сан-Хосе-дель-Гуавьяре;
- Митрополия Ибаге: епархии Либано-Хонды, Нейвы, Флоренсии, Гарсона, Эспиналя;
- Митрополия Кали: епархии Буги, Буэнавентуры, Картаго, Пальмиры;
- Митрополия Картахены: епархии Маганге, Монтелибано, Монтерии, Синселехо;
- Митрополия Манисалеса: епархии Армении, Ла-Дорады-Гвадуаса, Перейры;
- Митрополия Медельина: епархии Калдаса, Хирардота, Херико, Сонсон-Рионегро;
- Митрополия Нуэва-Памплоны: епархии Арауки, Кукуты, Оканьи, Тибу;
- Митрополия Попаяна: епархии Ипьялеса, Мокоа-Сибундоя, Пасто, Тумако;
- Митрополия Санта-Фе-де-Антиокии: епархии Апартадо, Истмины-Тадо, Кибдо, Санта-Роса-де-Ососа;
- Митрополия Тунхи: епархии Дуитамы-Согамосо, Гарагоа, Йопаля, Чикинкиры.

- Апостольские викариаты:
  - Апостольский викариат Сан-Висенте-Пуэрто-Легисамо;
  - Апостольский викариат Гуапи;
  - Апостольский викариат Инириды;
  - Апостольский викариат Летисии;
  - Апостольский викариат Миту;
  - Апостольский викариат Пуэрто-Гаитана;
  - Апостольский викариат Пуэрто-Карреньо;
  - Апостольский викариат Пуэрто-Легисамо-Солано
  - Апостольский викариат Сан-Андрес-и-Провиденсии;
  - Апостольский викариат Тринидада;
  - Апостольский викариат Тьеррадентро;

- Военный ординариат Колумбии.

## Источник
- Католическая Энциклопедия, изд. Францисканцев, М., 2005, т.2, стр. 1184, ISBN 5-89208-054-4